# Knalle

En Västgötaknalle från 1800-talet. Över axeln bär han en så kallad "fässing", i vilken han hade sina varor.

Knallen var ursprungligen en gårdfarihandlare från Sjuhäradsbygden i Västergötland. I nutidens språkbruk avses med knalle en försäljare, oavsett härkomst, som säljer sina varor på årligen återkommande marknader som inte hålls vid hemorten.

## Historik
Allmogen i Sjuhäradsbygden började vid 1500-talets mitt gå runt i bygderna för att sälja hemslöjd, trots att sådan mellanhand mellan produktion och kund enligt lag var förbehållen städernas köpmän, innan näringsfrihet infördes 1864. Dock hade befolkningen i Sjuhäradsbygden fått en särlagstiftning införd från 1680-talet, vilken tillät dem att bedriva handel på landsbygden. Från 1776 fick en person från varje hemman i Sjuhäradsbygden rätt att bedriva resehandel. 
Flest knallar fanns runt år 1800, då årligen 1 000–1 500 bönder tog ut handelspass från Länsstyrelsen i Älvsborgs län. Siffran sjönk 1820 till 800 och på 1840-talet till omkring 400. Handelsfärder gjordes som regel vid två tillfällen varje år, inom Sverige och även till Norge.
Denna knallehandel upphörde omkring år 1900.
Västgötaknallarna utvecklade ett eget språk, kallat månsing, från vilket vissa ord tagits till svensk slang såsom exempelvis fjälla (flicka) och tjacka (köpa).
Ordet "knalle" är belagt i svenska språket sedan 1842. Ordets ursprung är oklart men kan komma från "knalle" i betydelsen "ohyfsad person" eller vara en avledning av verbet "knalla" som i "gå sakta".

## Bildgalleri

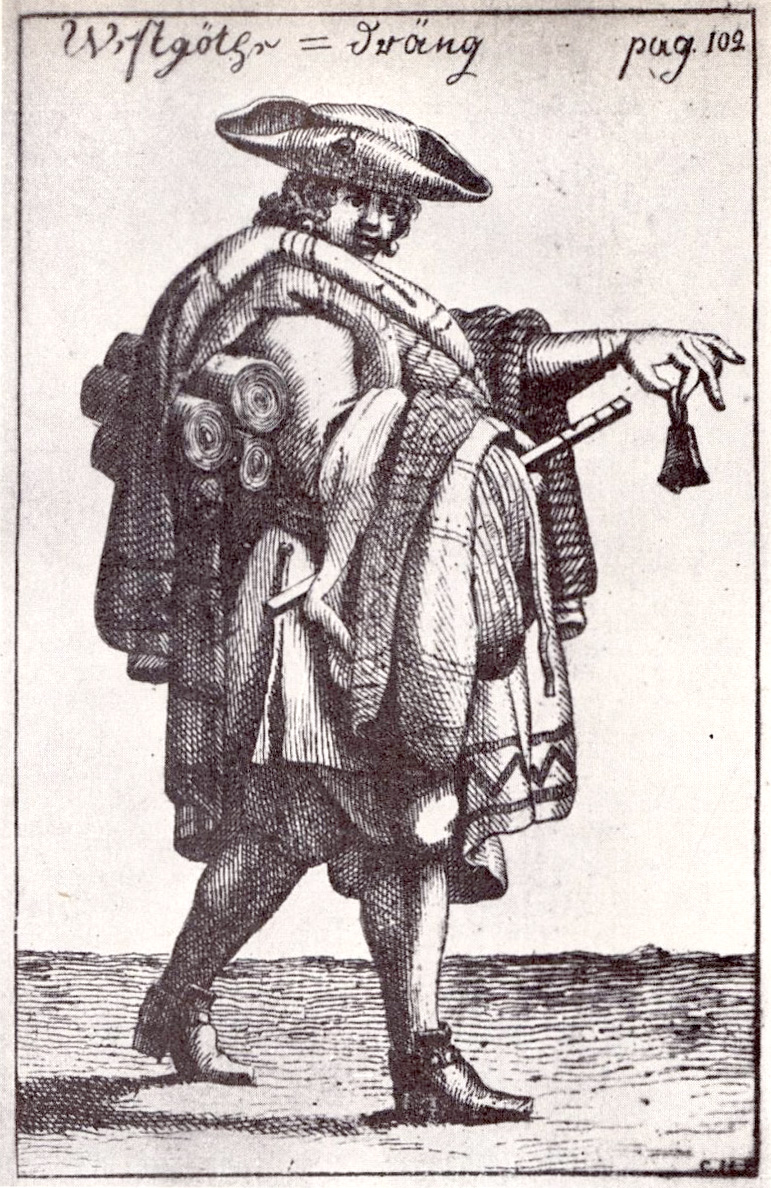
Västgötadräng. Kopparstick utfört av Nils Hufwedsson Dal i verket Boerosia (1719).
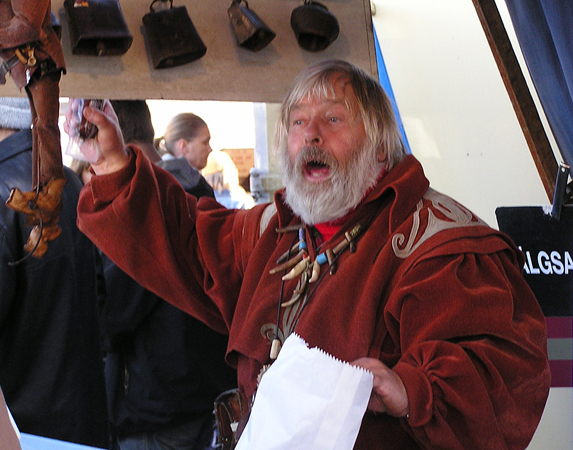
Knallen Vild-Hasse på en marknad i Strängnäs 2004.
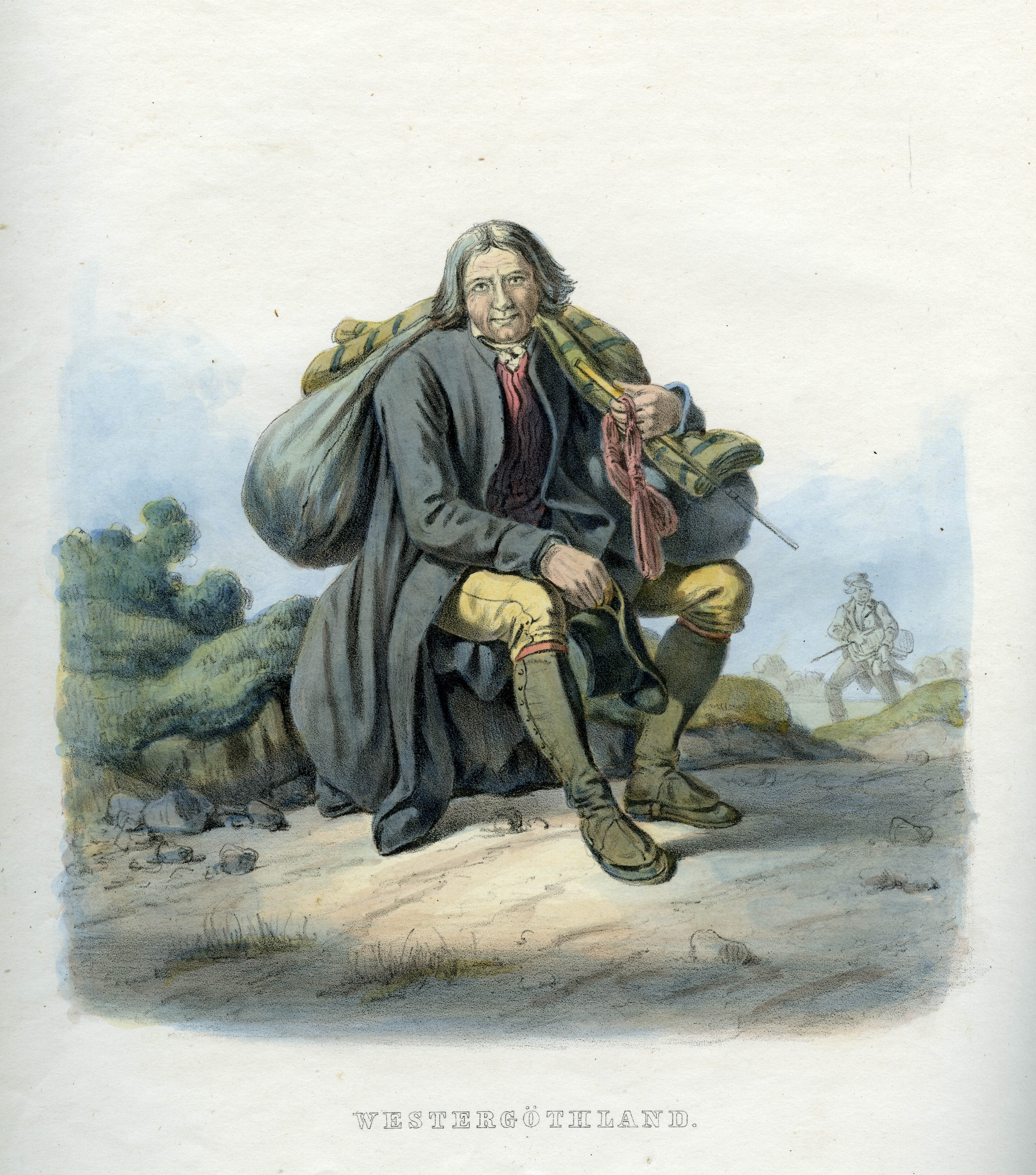
Plansch ur Svenska folkets seder, bruk och klädedrägter (1863) av Anders Dahlström.
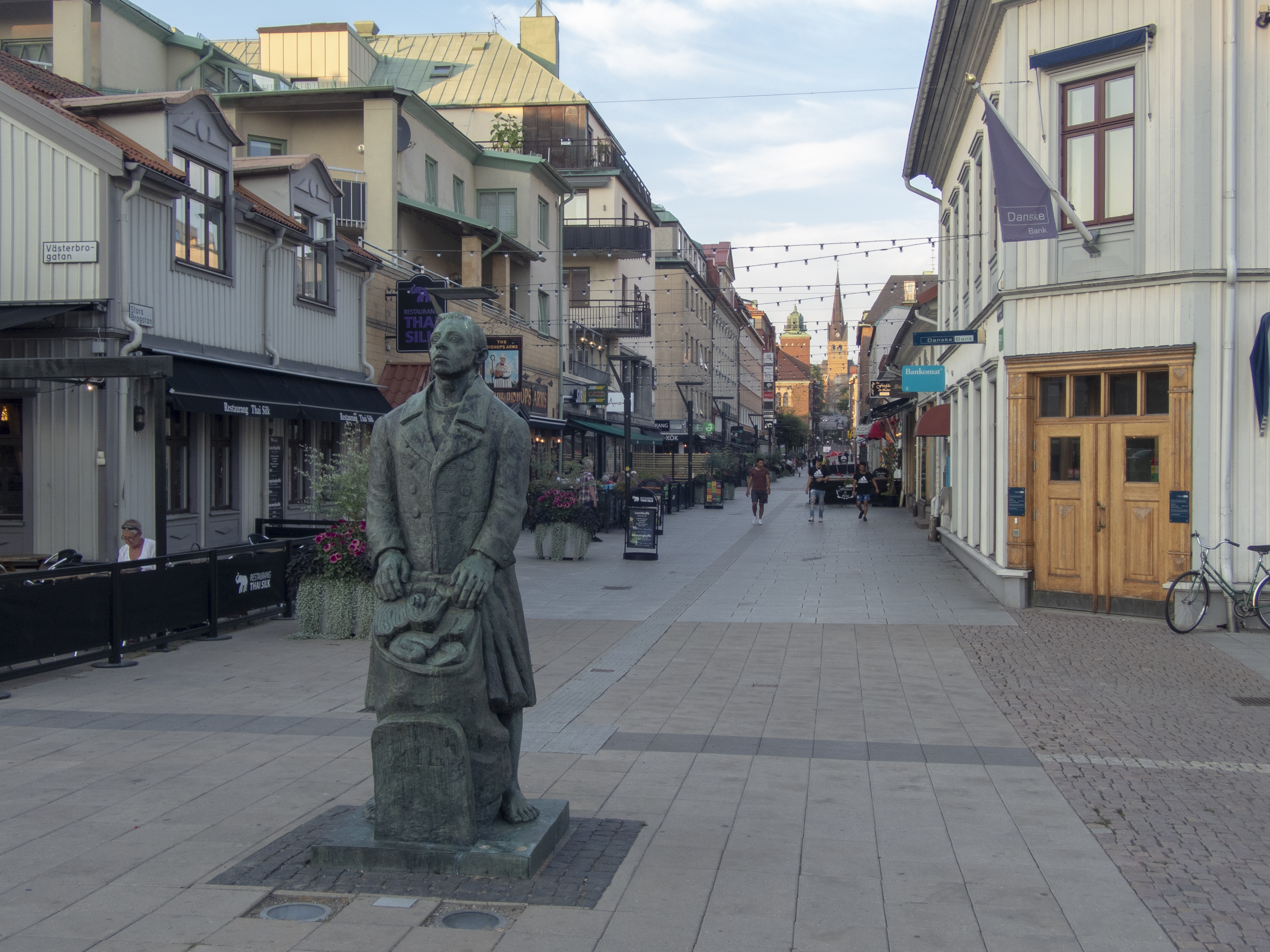
Arvid Knöppels staty i Borås föreställande Knallen